# إيفون دوهامل
إيفون دوهامل هو مهندس كندي، ولد في 17 أكتوبر 1939 في مونتريال في كندا.

## وصلات خارجية
- إيفون دوهامل على موقع Racing-Reference.info (الإنجليزية)
- إيفون دوهامل على موقع MotoGP.com (الإنجليزية)
- إيفون دوهامل على موقع قاعة كيبيك للمشاهير الرياضية (الفرنسية)